# Brattforsen
Brattforsen är ett naturreservat i Ljusnarsbergs kommun i Örebro län.
Området är naturskyddat sedan 1978 och är 14 hektar stort. Reservatet omfattar en sträcka av Nittälven där denna fors finns. Reservatet består av vattnet och en bred strandremsa med barrskog.